# LG화학
LG화학(엘지化學)은 대한민국의 화학물질 제조기업이자 의약품 분야, 정밀화학 기업이다. 매출액 기준, 대한민국 내 1위 화학기업이며, ICIS에 따르면 2012년 매출 기준 세계 15위의 화학물 제조기업이다. 1947년 설립된 락희화학공업사를 모체로 한 LG씨아이에서 사업부문이 분할되어 2001년 설립되었다. 석유화학 사업부문을 기반으로, 정보전자소재, 전지사업 등의 사업 포트폴리오를 가지고 있어 안정적으로 성장하고 있다. 코스피200 종목에 포함되어 있다. 본사는 서울특별시 영등포구 여의대로 128(여의도동)에 기술연구원은 대전광역시 유성구 문지로 188 (문지동)에 있다.

## 슬로건
- 럭키치약 본포 (1957년 ~ 1961년)
- 럭키표는 품질을 보증한다. (1961년 ~ 1974년)
- 풍요로운 생활을 창조하는 럭키 (1974년 ~ 1984년)
- 유전공학을 선도하는 럭키 (1984년 ~ 1988년)
- 화학공학(화학공업)을 선도하는 럭키 (1988년 ~ 1991년)
- 럭키는 환경공해를 줄이는 제품개발에 노력하고 있습니다. (1991년 ~ 1993년)
- 럭키는 환경을 생각하고 제품을 만듭니다. (1993년 ~ 1994년)
- 화학강국 (1995년 ~ 1996년)
- 우리 곁엔 LG화학이 있습니다. (1996년 ~ 2002년)
- 건강한 생활공간 (2003년 ~ 2007년)
- 솔루션 파트너 (2008년 ~ 2020년)
- 내일을 만드는 화학 (2019년)
- 당신의 오늘이 화학의 혁신으로 (2020년)
- We connect science (2020년 ~ 현재)

## 연혁

### 혁신: 대한민국 최초 제품군의 출시
LG화학은 LG그룹의 모태로 1947년 락희화학공업사라는 이름으로 설립되었다. 럭키크림(Lucky Cream)은 락희화학공업사 최초의 제품으로 세련된 디자인과 향을 적용해서 ‘중국 상하이에서 들어온 외제품’이라는 소문이 나면서 전국적으로 날개 돋친 듯 팔려나갔다. 럭키크림의 판매량이 증가하면서 용기 뚜껑이 파손되어 반품되는 양도 많아졌다. 기존의 용기는 외부에서 매입하던 것이었다. 파손되지 않는 뚜껑을 만들기 위해 연구하던 중 당시로써는 신물질이던 '플라스틱'에 관한 정보를 입수, 1952년부터 플라스틱 제품을 생산하였다. '동동구리무'라는 별명으로도 불린 해당 제품은 2012년 창립 65주년을 맞아 LG생활건강에서 한정판으로 재출시되기도 하였다. 락희화학공업사가 사업을 시작한 당시에는 사회 전반적으로 물자가 귀하던 시절이었다. 특히 생필품 가운데에서는 우리나라에서 생산이 되지 않아 미군 PX (군부대 내의 면세상점)에서 밀반출된 군수품을 사는 경우도 많았다.
국민생활에 꼭 필요한 제품을 만들어야 한다는 창업자의 신념 하에, 락희화학공업사는 빗, 세수대야, 식기등을 생산하면서 1954년에는 대한민국 최초로 치약 개발에 성공해 럭키치약을 생산했고, 1964년부터는 국내최초의 합성세제인 하이타이, 최초의 샴푸인 크림샴푸를 출시하였다. 1970년대에는 플라스틱의 원료가 되는 석유화학산업으로 진출하였다. 당시 오일쇼크로 인하여, 난방비는 올라갔고, 서민들은 창문에 비닐을 덧대어 겨울철 찬 바람을 막곤 하였다. 파이프에 쓰이던 폴리염화비닐(PVC)을 창호재로 개발해 ‘하이샤시’라는 제품을 내놓았다. 지금도 ‘샤시’는 창호재의 고유명사처럼 쓰인다. ‘비니루장판’도 국내 주거문화에 대변혁을 일으킨 주인공이었다. 1972년에는 주방세제 '퐁퐁'을 출시하기도 하였다.
1974년 2월에 락희화학공업사에서 (주)럭키로 사명을 변경하였다.

### 사업 재조정
1990년대 들어서, 럭키는 거대한 석유화학에서부터 장판·벽지·파이프·칫솔 등 플라스틱 가공품, 치약·화장품·염료 등 정밀화학제품, 의약품, 엔지니어링 플라스틱등 화학산업의 다양한 분야를 섭렵하는 기업이 되었으며, 생산품목이 다양하여 경제적 불황과는 상관없이 매년 흑자를 기록하는 기업이 되었다. 반면,"생산제품이 수천종에 이르러 럭키 근로자들 조차도 어떤 제품을 생산하고 있는지 종잡지 못하고, 사업부 관계자가 아니면 럭키 마크를 보고서야 자기회사에서 생산하고 있는 지를 알 수 있다."라는 비판도 제기되기 시작하였다.
1995년 'LG화학'으로 사명을 변경한 럭키는 2001년 LG생활건강을 분사시켰고, 2002년에는 신약을 연구하는 LG생명과학을 분사시켰다. 산업재 사업부는 2009년 4월 LG하우시스로 분할되었다.이는 화학분야에 집중하기 위한 결정이었다. 한편, 주력사업인 석유화학부문은 강화되었다. 2000년 현대석유화학의 PVC사업을 인수하였고, 2007년 11월에는 LG석유화학을 합병하였다. 또한 2008년에는 코오롱의 SAP사업부문을 인수하기도 하였다. 또한, 석유화학에 이은 신규성장을 도모하기 위해화학기업으로써의 강점을 살려, 정보전자소재, 2차전지 등으로 신규사업 진출을 시작하였다.

## 사업 부문
2013년 2월 1일 기준으로, LG화학은 4개의 사업부로 구성되어있다. 석유화학 부문, 정보전자소재 부문, 전지사업 부문, 의약품사업 부문 등이다. '차별화된 소재와 솔루션으로 고객과 함께 성장하는 세계적 기업'이라는 비전 하에서 B2B 사업에 주력하고 있다.

### 석유화학
석유화학 부문은 2011년 기준 매출과 이익의 75% 가량을 점유하고 있는 기업의 주력부문이다. 세계 시장 점유율 1위인 ABS를 비롯해서 PE, PP, PVC, 합성고무 등의 원료를 다양한 산업분야에 공급하고 있다.
| 품목 | 세계점유율 | 국내점유율 |
| ---- | ---------- | ---------- |
| PVC  | 세계 6위   | 국내 1위   |
| ABS  | 세계 1위   | 국내 1위   |
| BPA  | 세계 7위   | 국내 1위   |

### 정보전자소재
정보전자소재 부문은 세계 1위인 편광판, 감광재, 휘도향상필름 등 LCD용 소재와 전지재료,회로소재, 토너 등 IT 소재 산업에 진출해 있다. 2014년에 중국 프린터 기업 후베이위엔둥(湖北远东)에 토너 사업을 매각하였다. 2020년에 중국 샨산과 편광판 사업 매각 작업 진행 중이다.
| 품 목  | 세계점유율 | 국내점유율 |
| ------ | ---------- | ---------- |
| 편광판 | 세계 1 위  |            |
| 토 너  | 세계 2 위  | 국내 1위   |

### 전지사업
전지사업 부문은 크게 휴대폰, 노트북 등에 사용하는 소형전지와 GM, 포드 등 주요 자동차 메이커에 독점공급으로 세계 1위를 달성하고 있는 자동차 전지, 전력을 저장하여 필요할 때 사용함으로써 에너지 이용 효율 향상, 신재생 에너지 품질 향상 및 전력공급 시스템 안정화를 위한 장치인 에너지저장장치(ESS: Energy Storage System)의 세 부문으로 나뉜다. 미국에 있는 자동차 전지공장 기공식에는 버락 오바마 대통령이 참석하여 화제가 되기도 하였다.

### 의약품사업
의약품사업 부문인(LG화학 생명과학사업본부)은 성장호르몬제, 당뇨신약 등의 제품이 만든다, 매출 구성은 의약품이 80%, 가량이다.

### 작물보호제사업
LG화학 작물보호제 계열사 팜한농에 정밀화학 분야에서는 주로 농약 원료 등을 만든다. 정밀화학이 20% 가량이다

## 연구 개발
LG화학은 핵심사업에서의 기술적 우위와 미래 성장동력 강화를 위해 기술연구원 내에 CRD연구소, 정보 전자소재 연구소, 배터리연구소, 석유화학연구소 등 4개의 연구소를 운영하고 있으며, 2011년부터 일본 동경에도 일본연구소를 설립하여 운영하고 있다. 그리고 미국, 독일, 러시아, 중국에도 위성 Lab을 두어 글로벌 R&D 네트워크를 구축하고 있다.
2011년 기준으로 기술연구원에는 약 1,300여 명의 각 분야 전문가로 구성된 우수한 연구진이 연구에 매진하고 있으며, 이 중 박사학위 소지자가 전체 연구 인력의 25%이다. 특히 국내외 특허건수만 11,000여 건에 이르고 이는 전 세계 화학기업 중 특허기준 6번째이다.

## HR 제도
LG화학의 CEO들은 해외인재채용 행사에 직접 참여하는 것으로 유명하다.
연구원들의 경우, 관리부서로 인사변경 진출하지 않아도, 연구실에서 임원급의 대우를 받으며 연구를 계속할 수 있는 제도를 운영하고 있다. 2012년 7월 인사에서는 연구원 7명이 임원급으로 승진하였다.

또한 내부 프로그램을 이용하여 사내에서 경영진을 키운다는 입장을 가지고 있으며, 직전도 신입인원박진수입부회장EO까지 올라간 케이스이다.

## 활동

### 수출
1974년 락희화학은 해외진출을 적극 추진하기 위해 상호를 ‘주식회사 럭키’로 변경했다. 이 시기에는 수출이 크게 확대됐다. 수출액은 1970년 100만달러에서 1973년 1천만달러, 1975년에는 3천만달러를 넘어섰다. 1978년에는 5천만 달러를 돌파했다.
이러한 수출에의 기여는 현재까지도 이어져, LG화학은 2012년 기준, 매출의 60%를 해외에서 올리고 있다.

### 솔루션 파트너 활동
LG화학의 고객사는 대기업 뿐 아니라 여러 중소기업을 포함한다. 이러한 고객들에게 가치를 제공하여 동반성장하자는 관점에서 시작한 솔루션 파트너 활동으로 많은 기업들이 혜택을 보았다.
예를 들어, PVC 배관전문 업체인 유창산업의 경우 LG화학의 기술공유와 판로개척 지원으로 인하여 건축자재에서 통신용 pvc로 그 범위를 넓혀가게 되었다. 이밖에도 협력 중소업체에 대한 저금리대출, 중소업체의 인력에 대한 전문기술교육과정 등이 모범 사례로 뽑히고 있다.

### LG화학 화학캠프
'젊은 꿈을 키우는 LG화학 화학캠프'는 지난 2005년부터 지금까지 총 27회에 걸쳐 임직원 및 지방사업장 인근 주민 자녀 5천여명이 참여했다. 이 캠프는 어린아이들에게 화학에 대한 흥미를 불러일으키기 위한 것이다.

## 로고 변천사

1954년 ~ 1984년
1968년 ~ 1974년
1974년 ~ 1979년
1979년 ~ 1984년
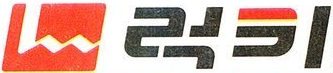
1985년 ~ 1989년
1989년 ~ 1995년
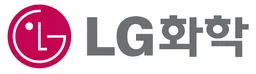
1995년 ~ 2015년
2015년 1월 ~ 현재

## 공장 및 사업장 및 사택 목록
- 기술연구원: 대전광역시 유성구 문지로 188
- 테크센터: 경기도 오산시 황새로 211
- 마곡R&D캠퍼스(LG사이언스파크): 서울특별시 강서구 마곡중앙10로 30
- 리더십센터: 경기도 오산시 밀머리로 97
- 여수공장: 전남 여수시 산단중앙로 535
- 용성1단지: 전남 여수시 산단중앙로 460
- 용성2단지: 전남 여수시 산단중앙로 535
- 화성품공장: 전남 여수시 산단중앙로 451
- 화치단지: 전남 여수시 여수산단2로 55
- IPA열병합공장: 전남 여수시 여수산단2로 116-8
- LDPE공장: 전남 여수시 여수산단2로 140
- 옥소알콜공장: 전남 여수시 여수산단4로 58
- 여수SM공장: 전남 여수시 여수산단로 955
- 여수VCM공장: 전남 여수시 여수산단로 1121
- 나주공장: 전남 나주시 나주로 54
- 익산공장(자동차소재): 전북 익산시 석암로 99
- 익산공장(생명과학): 전북 익산시 석암로 129
- 익산공장(전지소재): 전북 익산시 보석로4길 69
- 대산공장: 충남 서산시 대산읍 독곶1로 54
- 오창공장: 충북 청주시 흥덕구 옥산면 과학산업3로 29
- 청주공장: 충북 청주시 흥덕구 백봉로 39
- 오송공장: 충북 청주시 흥덕구 오송읍 오송생명1로 151
- 김천공장: 경북 김천시 공단로 152-26
- 파주공장: 경기도 파주시 월롱면 휴암로 477
- 온산공장: 울산광역시 울주군 온산읍 이진로 19-2
- 기술연구원사택: 대전광역시 유성구 가정로 299
- 도원사택: 전남 여수시 안산1길 179
- 안산사택: 전남 여수시 소호로 619
- 소호사택: 전남 여수시 소호5길 32

## 같이 보기
- 빈패스트